# Parque Nacional Radal Siete Tazas
O Parque Nacional Radal Siete Tazas é uma unidade de preservação localizada na comuna de Molina, na região chilena de Maule.

## Características
A unidade possui uma área protegida de 5.147,51 hectares, em altitude entre 650 e 2.156 metros acima do nível do mar. A flora possui, em sua maioria, característica de estepe alta andina e floresta caducifólia. Há a presença de carvalho, raulí, ñirre, hualo, olivillo, coigüe. A fauna é diversificada, onde pode ser avistado o pudú, o chingue, a perdiz chilena, puma e colocolo. O rio Claro passa pelo parque, e forma quedas d'água como a Siete Tazas e La Leona, que possuem formação geológicas de rocha basáltica.

## Turismo
O parque está aberto à visitação, mediante pagamento de taxa e com dia e horário restrito. É possível fazer trilhas e andar à cavalo, e há áreas reservadas para camping e piquenique.

### Trilhas
- Valle del Indio: possui 15 quilômetros de extensão.[1]

- Los Chiquillanes: possui 7 quilômetros de extensão.[1]

- La Montañita: possui 1 quilômetros de extensão.[1]

- Salto La Leona: possui 1,200 quilômetros de extensão. Leva até a cachoeira La Leona, passando pelas Siete Tazas.[1]

- El Coigüe: possui 1 quilômetros de extensão. O início da trilha se localiza na área de camping Los Robles e passa por floresta de coigüe.[1]

- Trilha universal: possui 300 metros de extensão. Há acesso para pessoas com deficiência de locomoção através de plataforma de madeira, que leva até ao mirante das Siete Tazas. No local há banheiros universais.[1]